# Alfred Rehder
Alfred Rehder (Waldenburg, 4 settembre 1863 – Jamaica Plain, 25 luglio 1949) è stato un botanico, tassonomista e dendrologo tedesco-statunitense; lavorò all'Arnold Arboretum dell'Università di Harvard ed è considerato uno dei più eminenti dendrologi della sua generazione.

## Biografia
Georg Alfred Rehder nacque il 4 settembre 1863 nel castello di Waldenburg in Sassonia (Germania) da Thekla Schmidt (1839-1897) e Paul Julius Rehder (1833-1917), sovrintendente dei parchi e giardini del principato di Schönburg-Waldenburg.
Grazie all'attività del padre, Rehder intraprese la professione di giardiniere. Pare che fosse discendente da Henry, Duca di Anhalt-Köthen (1778–1847), da parte di madre. Rehder interruppe la frequenza del ginnasio di Zwickau nel 1881 e non intraprese gli studi universitari, lavorando invece per tre anni come apprendista sotto la guida di suo padre.
La sua carriera professionale iniziò nel 1884 all'Orto botanico di Berlino. Qui poté frequentare, tra le altre, le lezioni di Paul Friedrich August Ascherson  e August Wilhelm Eichler. Nel 1886, andò a lavorare per un fioraio a Francoforte sul Meno, e sei mesi dopo si trasferì al Parco di Muskau. Qui incontrò per la prima volta la figlia del sovrintendente dei parchi locali, Anneliese Hedwig Schrefeld (1875-1967), che avrebbe sposato nel 1906. Nel 1888, Rehder divenne capo giardiniere del Giardino Botanico di Darmstadt, poi, dal 1889 al 1895, del Giardino botanico dell'Università di Gottinga. Durante questo periodo, partecipò alla creazione dell'Orto botanico di Brocken per piante alpine, ubicato sulla vetta più alta delle montagne Harz, avviato da Albert Peter nel 1890; inoltre, divenne un collaboratore di numerosi periodici professionali. Nel 1895, fu nominato editore associato del Möller's Deutsche Gärtner-Zeitung (pubblicato a Erfurt), la principale rivista orticolturale tedesca, per la quale scrisse numerosi articoli. Nel 1898, fu incaricato dal Möller's Deutsche Gärtner-Zeitung di recarsi negli Stati Uniti e studiare alberi e frutteti. Il governo tedesco gli chiese anche di occuparsi delle specie americane di vite, note per essere resistenti alla fillossera della vite che minacciava di infestare i vigneti tedeschi e di distruggere l'industria vinicola. Operò come ricercatore presso l'Arboretum di Arnold, e qui venne notato dal direttore, Charles Sprague Sargent, che rapidamente riconobbe le abilità di Rehder e lo convinse a rimanere all'arboreto e a lavorare allo studio completo delle piante legnose pubblicato in seguito: The Bradley Bibliography (5 volumi, 1911–18). Sempre in questo periodo, fu anche presentato a Liberty Hyde Bailey della Cornell University, che gli chiese di preparare il testo sui generi legnosi per la Cyclopedia of American Horticulture (4 volumi, 1900–02).
Rehder divenne cittadino americano nel 1904, ma mantenne i suoi legami con la Germania. Durante la Prima Guerra Mondiale, fu sottoposto alla sorveglianza del Federal Bureau of Investigation.
Collaborando attivamente con Charles Sprague Sargent, Rehder lanciò il Journal of Arnold Arboretum, che apparve trimestralmente dal 1919 al 1990. La rivista si concentrava in particolare sulla dendrologia ma copriva anche altri campi botanici. Fu determinante nel sistematizzare le migliaia di piante raccolte da Ernest Henry Wilson in Cina.
Rehder creò il primo sistema di zone isotermiche per gli Stati Uniti collegando le temperature minime medie invernali alla resistenza di piante specifiche. Il sistema, insieme a un altro sviluppato da Wladimir Köppen, sta alla base delle mappe delle zone di resistenza dell'USDA oggi in uso.
Nel 1913, l'università di Harvard gli conferì un Master of Arts onorario. Nel 1914, fu introdotto nell'American Academy of Arts and Sciences. Dal 1918 al 1940, si prese cura degli erbari dell'Arboretum di Arnold. Nel 1934 fu nominato professore associato di dendrologia all'Università di Harvard. Questa posizione era straordinaria non solo perché Rehder non si era mai iscritto ad un'università, ma anche perché non aveva mai tenuto nessun corso a causa di un disturbo del linguaggio.
Più di 60 taxa botanici sono stati nominati in onore di Rehder, tra di essi i generi Rehdera e Rehderodendron.

## Opere principali
- Manual of Cultivated Trees and Shrubs, Hardy in North America, 1927
- Bibliography of Cultivated Trees and Shrubs Hardy in Cooler Temperate Regions of the Northern Hemisphere, 1949
- The Bradley Bibliography: A Guide to the Literature of the Woody Plants of the World Published Before the Beginning of the Twentieth Century (5 vols., 1911–18)
- Plantae Wilsonianae: An Enumeration of the Woody Plants Collected in Western China for the Arnold Arboretum of Harvard University During the Years 1907, 1908, and 1910 (3 vols., 1913, 1916–17) - coautore con H. Wilson
- A Monograph of Azaleas: Rhododendron subgenus Anthodendron (1921) - coautore con H. Wilson